# Знаменское (Чернский район)
Зна́менское — исчезнувшее село в Чернском районе Тульской области РФ, входило в состав ныне упразднённого Поповского сельского поселения.

## География
Село располагалось на левом берегу реки Черни в 8 км (по автодороге) от районного центра — посёлка городского типа Черни. На месте села ныне урочище Знаменское.

## Название
Название получено по первому престолу храма Знамения Божией Матери. Другие названия «Желябово» и «Хотянка» — по фамилиям владельцев селения, «Пятницкое» — по бывшему упразднённому приходскому храму Параскевы Пятницы села (ныне деревни) Девочкино, в приход которого входила деревня Вышняя Девочкино, ставшая после постройки церкви селом Знаменское.

## История
Селение упоминается в списке Дозорной книги поместных и вотчинных земель Чернского уезда письма Поликарпа Давыдова и подъячего Матвея Лужина за 1615 год, где сказано: «Деревня Вышная Девотчкино, на речке на Черни, под Черным лесом». В 1835 году помещицей Александрой Васильевной Желябужской при участии прихожан была заложена каменная церковь во имя Нерукотворного образа Спасителя. Придельный церковный алтарь во имя Знамения Божией Матери был освящён в 1842 году, в котором совершалось богослужение до 1870 года, когда был освящён главный престол храма Спаса Преображения. В разное время в приход входили: само село; деревни: Знаменские Выселки, Тёмное; сельцо: Растопчино, Слободка. Церковь была закрыта в 1930-х, ныне в заброшенном состоянии. В 1859 году в селе насчитывалось 6 крестьянских дворов, в 1915 году — 19. С 1891 года имелась земская школа.

## Население
| Годы      | 1857 | 1859 | 1915 |
| --------- | ---- | ---- | ---- |
| Население | 66   | 93   | 139  |